# Piero Finà
(Piero Finà, Quando saremo bimbi)
Piero Finà (Ancona, 23 ottobre 1942 – Pisa, 9 aprile 2013) è stato un cantautore italiano, artista poliedrico , profondamente legato alla Goliardia pisana e italiana. Suo il testo della canzone Amare, con cui Mino Vergnaghi si impose al Festival di Sanremo 1979.

## Biografia
Piero Finà nasce ad Ancona nel 1942 ma trascorre l'infanzia a Piombino dove il padre, finanziere sardo, viene trasferito subito dopo la seconda guerra mondiale. Superati brillantemente gli studi classici, nel 1961 si stabilisce a Pisa per iscriversi alla Facoltà di Lettere e Filosofia della locale università.
Conquistato dalla vita universitaria pisana, impara a suonare la chitarra e si avvicina ben presto agli ambienti goliardici cittadini. Qui, prendendo il nome di Astarotte,  contribuisce alla creazione di numerosi ordini goliardici compreso l'ancora attivo Sovranus ac Venerabilis Ordo Torrionis (Savot), del quale diventa anche Magnus Torrio.
Nel 1966, sempre più coinvolto nei movimenti studenteschi degli anni sessanta, fonda, insieme a Lidya e Piero Nissim, Massimo Vannucchi, Riccardo Bozzi, Alfredo Bandelli, Pino Masi, Charlotte Lantery e Giovanna Silvestri, il Gruppo Pisano del Nuovo Canzoniere Italiano. Sono di questo primo periodo le canzoni di spirito giocoso, satirico e anarchico, incluse al pari delle successive nei futuri canzonieri goliardici, come Batracomiomachia, Progressio populorum, La danza e il pane della libertà, Non basta dire.
Con il Gruppo Pisano si esibisce per tre anni in concerti in tutta Italia fino al 1969, quando l'inasprimento delle lotte studentesche e operaie del Sessantotto lo convince a prendere le distanze dalle azioni di lotta e di intraprendere con più decisione la carriera artistica e di cantautore.
Attratto dalla musica e dall'arte in ogni sua forma, nel 1970 si trasferisce a Roma. Qui inizia a collaborare come musicista e attore in varie cooperative teatrali, fino ad entrare a far parte nel 1975 della compagnia fondata e diretta da Silvano Spadaccino, nella quale si sperimenta il cabaret è ciò che poi, grazie a Giorgio Gaber, diventerà il teatro canzone. Nel frattempo non ha però abbandonato gli ambienti goliardici: membro attivo dei Clerici Vagantes (Sovranus Ordo Goliardicus Clerici Vagantes), impegnati in assidui incontri conviviali, concerti e spettacoli teatrali, ne diventa presto una delle principali anime, come scrittore e autore di canzoni. Sono di questo periodo canzoni quali Aezan, Un giorno quando te ne andrai, Uscendo sulla strada, Ecce Agnus Dei, E non m'hai detto addio.
Come cantautore si mette in luce a partire dal 1974, quando partecipa alla prima edizione del Premio Tenco promosso dal Club Tenco, mentre nel 1977 presenta Valzer KO alla veneziana Mostra Internazionale di Musica Leggera. A seguito di questa partecipazione, dopo un provino coi produttori Gianfranco Soffiatti e Giacomo Tosti, arriva l'accordo con la  Ri-Fi Records di Giovanni Battista Ansoldi per pubblicare il singolo Valzer KO/Ti Rivedrei, seguito l'anno successivo dal 33giri Anghingò. Il successo di critica non manca, ma quello di pubblico non arriva. Tuttavia Finà non si scoraggia e continua a scrivere e a registrare.
Nel 1979 la Ri-Fi Records affida a Mino Vergnaghi la canzone Amare, con musica di Sergio Ortone e testi di Finà, per partecipare al Festival di Sanremo. Vergnaghi vince il Festival ma Amare ottiene scarso successo, anche perché la Ri-Fi Records, in crisi finanziaria, fallisce pochi mesi dopo e Finà ha giusto il tempo di far uscire il suo secondo LP dal titolo Calma cacchio non spinga.
Come molti altri artisti lasciati orfani dalla Ri-Fi, viene subito avvicinato dalla RCA Italiana. Firma così un contratto per tre LP ma, dopo una lunga gestazione, nel 1982 esce soltanto l'album Indeformabile.
Ormai deluso dal mondo discografico, reo a suo dire di soffocare le libertà artistiche per fini esclusivamente commerciali, si ritira una volta per tutte dalle scene ufficiali. Non smette però di scrivere musica e canzoni, per proporle dal vivo senza preoccuparsi di inciderle. Le occasioni sono ancora i concerti e gli spettacoli dei Clerici Vagantes, dove ha modo di esprimersi in totale libertà. Nascono così canzoni divertenti come Qua Dulcinea o Il serpente, o più malinconiche come Con lei e Quando te ne sei.
Nel 1985 prende le distanze anche dai Clerici Vagantes, per ritornarvi ancora qualche anno a partire dal 1991. A questo ritorno sono legate canzoni come Grazie alla fantasia, La colpa fu del pelo, Io proseguirò, Oggi è eterno, e Aprile '91, come tutte le altre di Piero Finà divenute basi dei canzonieri goliardici di fine secolo.
Nel 1985 Franco Califano prende la canzone inedita di Piero Finà Così come l'onda, la trasforma in Bimba bomba e la inserisce nel disco ...Ma cambierà. Sempre nel 1985 Gianni Morandi reinterpreta la canzone inedita di Piero Finà Anima Libera per inserirla nel disco Uno su mille.
Negli ultimi anni di vita si stabilisce a Pisa, dedicandosi anche alla scrittura.

## Discografia

### Album in studio
- 1978: Anghingò (Ri-Fi, RDZ ST 14291)
- 1979: Calma cacchio non spinga (Ri-Fi, RDZ-ST 14313)
- 1982: Indeformabile (RCA Italiana, PL 31630)

### Singoli
- 1977: Valzer KO/Ti Rivedrei (Ri-Fi, RFN NP 16724)
- 1978: Dimmi se non va/Grazie Gesù Cristo (Ri-Fi, RFN NP 16767)
- 1982: Per gli occhi tuoi Elisa/Stravolto o no (RCA Italiana, PB 6635)

## Libri
- 2008: Quando saremo bimbi, Kyodo Graphyx, Pisa
- 2010: Renato Mariani, Piero Finà, Degoliardicare - Goliardus necne, tertium non datur, Edizioni ETS, Pisa